# 오목함수
오목함수(Concave function)
{\displaystyle f((1-t)x+ty)\geq (1-t)f(x)+tf(y)}
오목과 볼록한 경우가 같은 분면의 좌표평면상에서 동시에 존재하는 경우를 예상해보면, 이때 오목 과 볼록이 구분된다.
이처럼 곡률이 사라지지만 부호가 변경되지 않는 점들이 같은 분면에서 나타날수 있으므로 이들을 구분하면 유리하다.
한편, 볼록함수의 반대, 즉 부등호 방향이 다른 경우에 그 함수를 오목함수라고 정의할수도 한다.

## 같이 보기
- 변곡점

## 참고
- mathworld